# Ankhud
Andkhud (o Ankhud) fou una antiga ciutat del Guzgan al nord de Khurasan, que formava el seu districte mes al nord. Segons el Istakhri el nom Andkhud o Ankhud corresponia a tot el districte (rustaq) la capital del qual era Ushturj. Més tard la població d'Andkhud va adquirir importància. Modernament és un poblet poc important (Andkhui) a la rodalida del qual hi ha les ruines d'una extensa població que pertany a l'Afganistan, a pocs quilòmetres de la frontera amb el Turkmenistan.

## Ankhud en elsseglexivi XV
A la zona s'hi havien establert tribus turcomongoles o mongoles turquitzades. La zona fou disputada entre els maliks kart d'Herat i els amirs mongols de Transoxiana liderats pel karauna Qazaghan. Aquest va reunir un exercit a Arhanq Sarai, població de la riba del Jihun (Oxus) a la regió anomenada anteriorment Tukharistan, i va fer una expedició a Herat on governava el Malik Muizz al-Din Husayn (o Malik Muizz al-Din Abu l-Husayn Muhammad), fill de Malik Ghiyath al-Din (1307-1329). La causa principal sembla haver estat la disputa per la possessió de part del Tukharistan i especialment el territori al nord del Guzgan a l'oest de Balkh, on les dues principals viles eren Ankhud i Sheburgan (transliteració catalana Xeburgan o Xibarghan), zona on s'havien establert les tribus mongoles (turco-mongoles) i contra les quals havia llançat atacs o incursions el malik Muizz al-Din Husayn. Aquesta zona estava ara dominada per dues tribus turco-mongoles, els Arlat i els Apardi, tribus que van requerir l'aliança i l'ajut dels karaunes (i altres, fins a 5 tribus van participar en la incursió: Arlats, Apardis, Sulduz, Karaunes i Neguderis, a més de badakhxanesos i kuhistanis). Andkhud estava en mans dels Arlats, però aquestos van caure vers 1360 sota dependència dels Apardis, i Zinde Hasham Apardi de Sheburgan dominava Andkhud el 1360. El 1362 Andkhud era governada per Tilenchi Arlat. Al kurultai de Transoxiana del 1364 es va decidir que l'amir Haidar d'Andkhud, que estava presoner, seria entregat a Zinda Hasham Apardi, per ser executat. Tilenchi va seguir governant. Quan Tamerlà va prendre possessió de Tirmidh el 1369, el cap religiós local d'Ankhud Sayyid Abu al-Berkat (Sayyid Baraka), el va anar a trobar i li va portar el tambor i l'estendard de Husayn que eren els símbols de la seva sobirania. Zinde devia tenir molt de poder a Andkhud perque el 1370 va deposar Tilenchi Arlat i el va fer executar quan Tilenchi va donar a suport a Tamerlà, contra el que Zinda s'havia revoltat. Zinde va estar un temps revoltat però fou derrotat. Ankhud va passar a estar controlat per fidels de Tamerlà.
Al març de 1381 l'exèrcit fou convocat i Tamerlà en persona el va dirigir. L'exèrcit va arribar a Ankhud on Tamerlà va visitar al sant Baba Seku. Malik Muhammad ibn Muizz al-Din, el kart de Sarakhs (germà del malik d'Herat) va anar des de Sarakhs a postrar-se davant de Timur. El 1387 es va oferir a la ciutat un banquet a Shah Rukh, fill de Tamerlà. El 1404 Tamerlà va enviar el cos del difunt Sayyid Baraka a Andkhud.
El 1407 Ankhud fou donada com a soyurgal (una mena de feu que a vegades comportava el domini del territori i altres nomes les rendes) a Sayyid Ahmad ibn Ghiyath al-Din. A la seva mort el 1422 va passar al seu fill Ismail Sufi que encara tenia la comarca a la mort de Xah-Rukh i probablement els descendents de Sayyid Ahmad van conservar la zona doncs més tard encara s'esmenta a un soldat i poeta d'Ankhud que portava el nom de Mawlana Tarkhani.